# Palazzo Pignatelli di Toritto

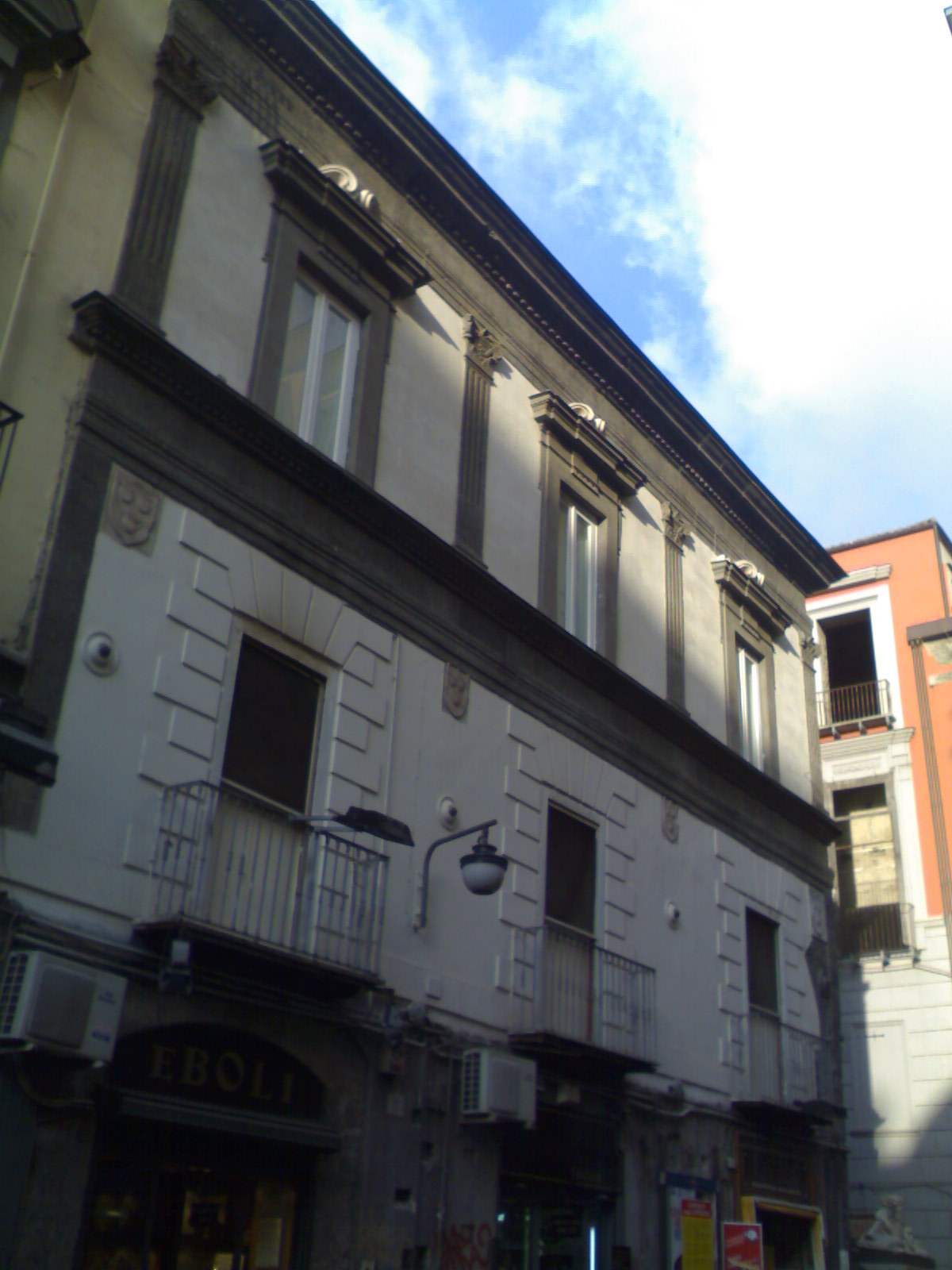
Palazzo Pignatelli di Toritto in Neapel

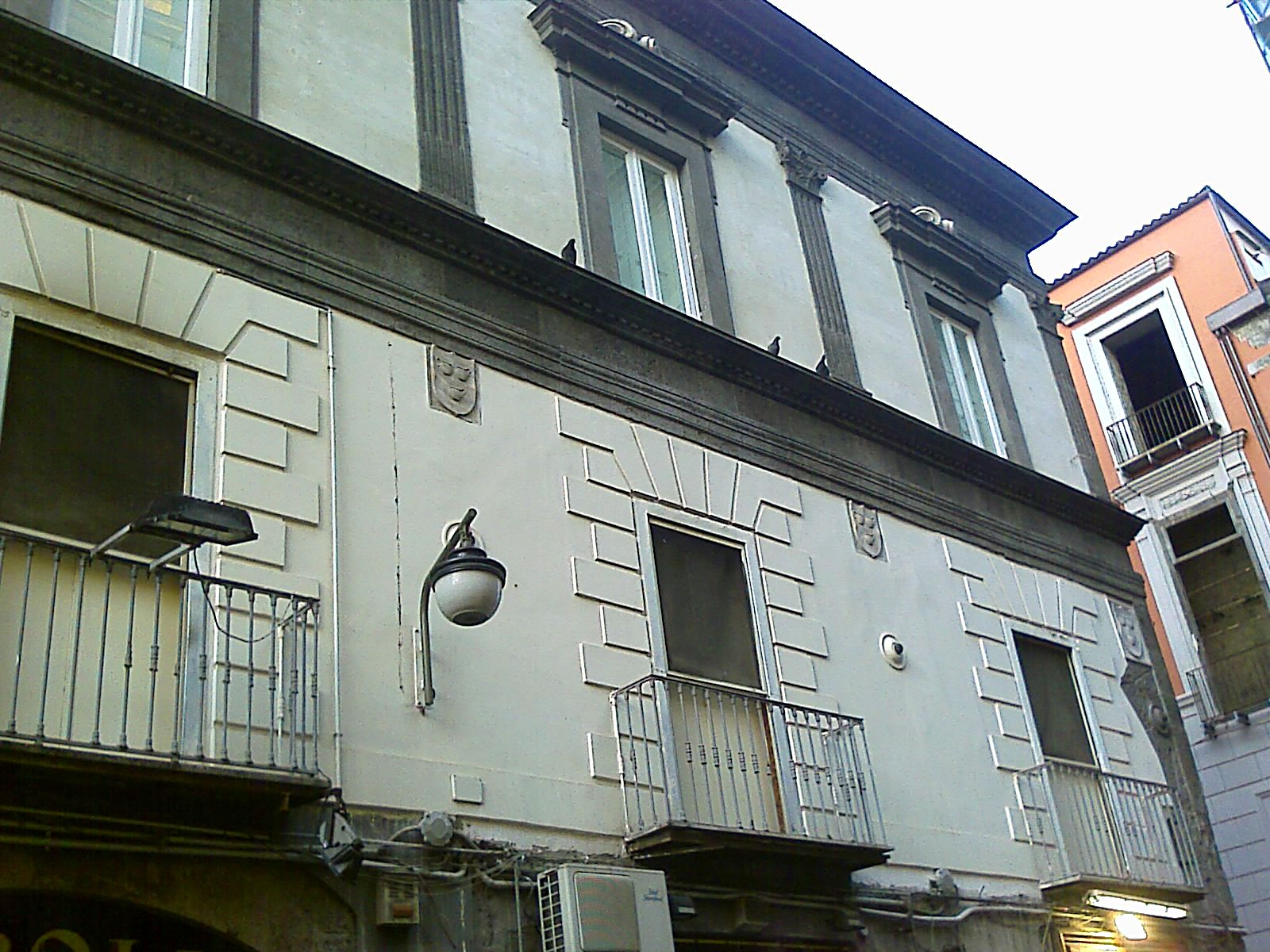
Weitere Ansicht des Gebäudes

Der Palazzo Pignatelli di Toritto ist ein Barockpalast aus dem 15. Jahrhundert im Viertel Porto in Neapel in der italienischen Region Kampanien. Er liegt an der Piazzetta Nilo.

## Geschichte und Beschreibung
Den Palast ließ Cesare Pignatelli, Baron von Orta und Toritto, erbauen. Der Bau wurde 1499 im Renaissancestil ausgeführt (Reste davon sind heute nur noch teilweise sichtbar), aber 1736 nach dem Umbau der benachbarten Kapelle Santa Maria Assunta dei Pignatelli im Barockstil umgebaut. Bei der Restaurierung wurden die Renaissanceformen wiederentdeckt; sie charakterisieren ihn und sind heute noch sichtbar.
An dem Gebäude wurden Reste, vermutlich des Sedile di Nilo, gefunden, während die bis heute erhaltenen Verzierungen des originalen Projektes die Wappen der Familie Pignatelli entlang der Fassade sind; auch die Decke des Eingangsbereiches ist durch das Familienwappen gekennzeichnet, diesmal bildlich.